# Lüscherz–Dorfstation
Lüscherz–Dorfstation est un site palafittique préhistorique des Alpes, situé sur les rives du lac de Bienne sur la commune de Lüscherz dans le canton de Berne, en Suisse.